# Сердобск (станция)
Сердо́бск — железнодорожная станция Юго-Восточной железной дороги на двухпутном электрифицированном на переменном токе напряжением 25 кВ, участке Пенза III — Ртищево Нижегородско-Харьковского хода. 
Находится в городе Сердобске Пензенской области.

## Деятельность
На станции осуществляются:
- продажа пассажирских билетов;
- приём и выдача багажа;
- приём и выдача вагонных грузов (имеются открытые площадки, подъездные пути, крытые склады);
- приём и выдача грузов в контейнерах (3 и 5 тонн).

## История
В 1894 году через город Сердобск была проложена железнодорожная линия Ртищево — Пенза Рязано-Уральской железной дороги, тогда же возникла железнодорожная станция Сердобск. Движение поездов через станцию началось в 1896 году.
В 1896 году было построено первое деревянное здание железнодорожного вокзала, простоявшее до 1986 года, когда было построено новое здание из стекла и бетона, а старое было снесено. На фасаде вокзала размещены стилизованные часы с кукушкой производства Сердобского часового завода, имевшие большой успех в стране и мире.

## Дальнее следование по станции
По графику 2021 года через станцию курсируют следующие поезда дальнего следования:

### Круглогодичное движение поездов
| № поезда    | Маршрут движения               | № поезда    | Маршрут движения               |
| ----------- | ------------------------------ | ----------- | ------------------------------ |
| 75 «Таврия» | Омск — Симферополь             | 76 «Таврия» | Симферополь — Омск             |
| 111         | Орск — Кисловодск              | 112         | Кисловодск — Орск              |
| 115         | Томск — Адлер                  | 116         | Адлер — Томск                  |
| 117         | Самара — Адлер                 | 118         | Адлер — Самара                 |
| 123         | Новосибирск — Белгород         | 124         | Белгород — Новосибирск         |
| 139         | Барнаул — Адлер                | 140         | Адлер — Барнаул                |
| 309         | Воркута — Адлер                | 310         | Адлер — Воркута                |
| 311         | Воркута — Новороссийск         | 312         | Новороссийск — Воркута         |
| 325         | Пермь — Новороссийск           | 326         | Новороссийск — Пермь           |
| 335         | Екатеринбург — Новороссийск    | 336         | Новороссийск — Екатеринбург    |
| 339         | Нижний Новгород — Новороссийск | 340         | Новороссийск — Нижний Новгород |

### Сезонное движение поездов
| № поезда | Маршрут движения                              | № поезда | Маршрут движения                              |
| -------- | --------------------------------------------- | -------- | --------------------------------------------- |
| 203      | Томск — Анапа                                 | 204      | Анапа — Томск                                 |
| 233      | Екатеринбург — Имеретинский курорт            | 234      | Имеретинский курорт — Екатеринбург            |
| 289      | Екатеринбург — Анапа                          | 290      | Анапа — Екатеринбург                          |
| 473      | Самара — Анапа                                | 474      | Анапа — Самара                                |
| 475      | Казань — Имеретинский курорт                  | 476      | Имеретинский курорт — Казань                  |
| 487      | Самара — Сухум                                | 488      | Сухум — Самара                                |
| 497      | Ижевск — Адлер                                | 498      | Адлер — Ижевск                                |
| 501      | Киров — Анапа                                 | 502      | Анапа — Киров                                 |
| 507      | Ижевск — Новороссийск                         | 508      | Новороссийск — Ижевск                         |
| 531      | Киров — Адлер                                 | 532      | Адлер — Киров                                 |
| 549      | Тольятти — Адлер                              | 550      | Адлер — Тольятти                              |
| 583      | Казань — Анапа                                | 584      | Анапа — Казань                                |
| 591      | Приобье — Пермь — Анапа                       | 592      | Анапа — Пермь — Приобье                       |
| 595      | Новый Уренгой — Тюмень — Екатеринбург — Анапа | 596      | Анапа — Екатеринбург — Тюмень — Новый Уренгой |